# Alexander Vinnik
Pour les articles homonymes, voir Vinnik.
Alexander Vinnik est un expert russe en informatique et en cryptomonnaie. 
De 2011 à 2017, il a travaillé chez BTC-e, une bourse russe de cryptomonnaie.

## Démêlés avec la justice
Le 25 juillet 2017, Alexander Vinnik est arrêté en Grèce, à la demande des États-Unis (soupçonné d'avoir blanchi des revenus issus d'activités illégales via BTC-e). 
Quelque 700 000 clients auraient eu recours à cette plateforme crée en 2011, et qui aurait fait transiter environ 9,4 millions de bitcoins (soit environ 33 milliards d'euros au cours de 2018). 
Vinnik nie ces accusations puis est extradé en France en janvier 2020.
Le 7 décembre 2020, il est relaxé de 13 chefs de prévention sur 14. 
Néanmoins, il est condamné à cinq ans de prison et 100 000 euros d’amende pour blanchiment aggravé en bande organisée. Il est reconnu coupable d'avoir participé à recueillir l’argent issu de rançons et à les faire transiter techniquement via une plate-forme d’échanges de cryptomonnaies, BTC-e. Le tribunal a estimé qu’il n’y avait pas suffisamment d’éléments pour affirmer qu'il supervisait le logiciel informatique malveillant Locky. 
Il reste suspecté par la justice américaine (qui souhaite son extradition) d’avoir blanchi au moins quatre milliards de dollars. Il est extradé en août 2022 de la Grèce vers les Etats-Unis,
Il rentre en Russie dans la nuit du 13 au 14 février 2025 en échange de la libération du citoyen américain Marc Fogel par ce pays.

## Russia Papers
En 2022, Le nom d'Alexander Vinnik apparait dans les Russia Papers pour ses activités dans certains paradis fiscaux.